# Mollières (Alpi Marittime)
Mollières (in italiano, Molliera, ormai desueto, in occitano Molièras e Mouliera, da leggersi Muliéra, in lingua nizzarda, che significa "terra molle", perché bagnata) è una frazione del comune francese di Valdeblore.
Si trova nel vallone del torrente omonimo, Mollières, tributario del fiume Tinea.

## Storia

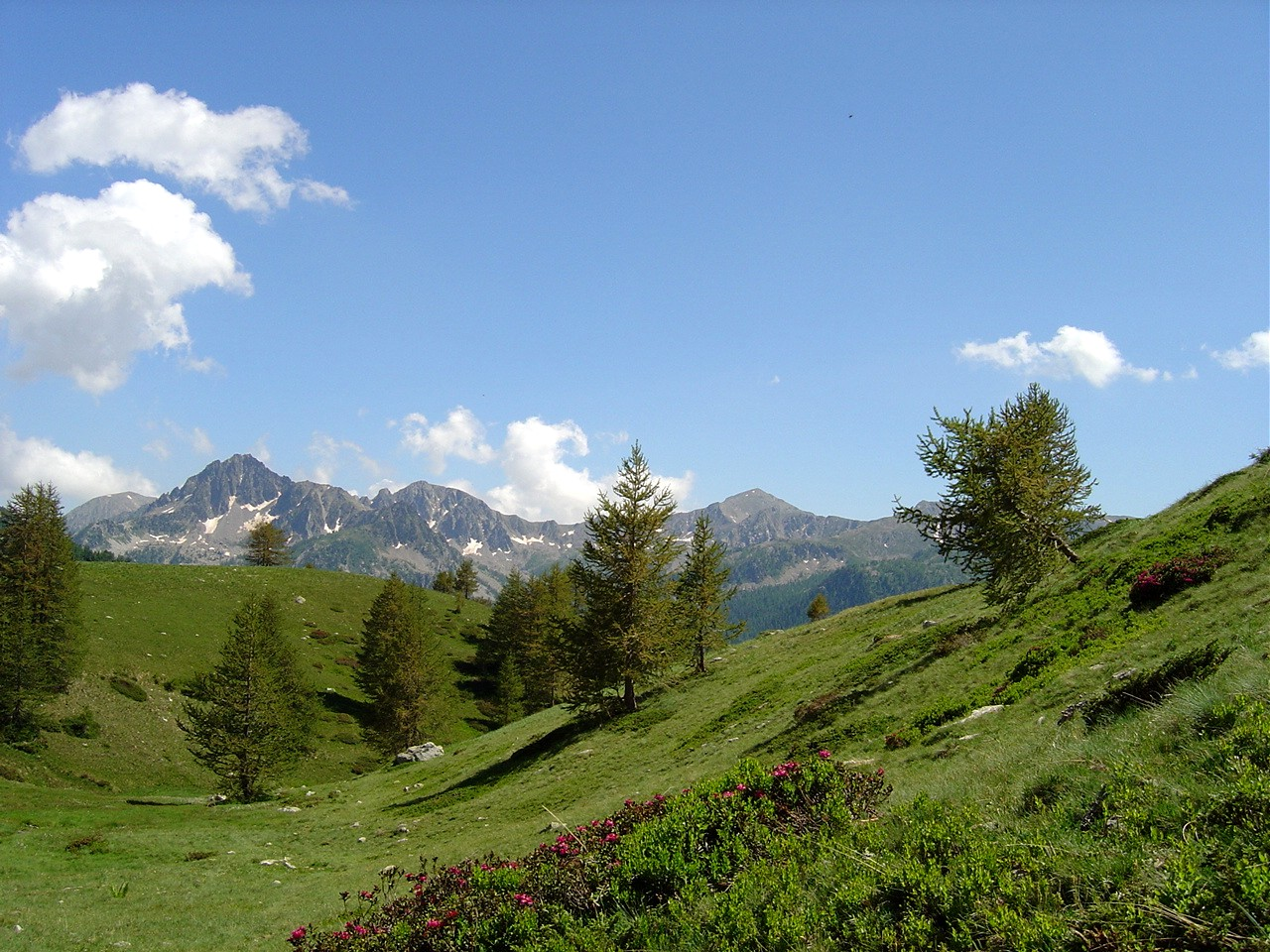
Il vallone di Molliera.

Nel 1860 pur avendo partecipato al plebiscito nella Contea di Nizza favorevole alla Francia rimase all'Italia, dato che Vittorio Emanuele II vi aveva dei terreni di caccia. Gli abitanti ebbero una frontiera scomoda, dato che il centro raggiungibile tramite la strada era Valdeblore in Francia, mentre dipendeva dal comune di Valdieri in provincia di Cuneo dal 1860 al 1947, così godette di uno statuto speciale.
Durante la Seconda guerra mondiale, fu occupata dai tedeschi nel 1943 che incendiarono il villaggio nel 1944. Fu ceduta dall'Italia alla Francia alla mezzanotte del 15 settembre 1947 in forza del Trattato di Parigi.
Nel 1940 si trovò sul fronte con la Francia e la popolazione venne evacuata a Terme di Valdieri (CN), ma dopo la capitolazione francese gli abitanti tornarono nel paese.
Mollières ha una cinquantina di case abitabili, che i proprietari possono raggiungere in automobile dal 15 maggio al 15 ottobre per mezzo della suddetta strada. D'inverno, essendo la strada del col di Saleses chiusa al traffico, l'unico mezzo d'accesso resta la marcia a piedi dal Ponte Negri, raggiungibile imboccando il vecchio tracciato della strada D2205 (ex 205) al Pont de Paule, tra Saint-Sauveur-sur-Tinée e Isola.
Mollières rimane uno dei pochi villaggi francesi senza elettricità. A marzo 2011 non è previsto il collegamento alla rete elettrica.

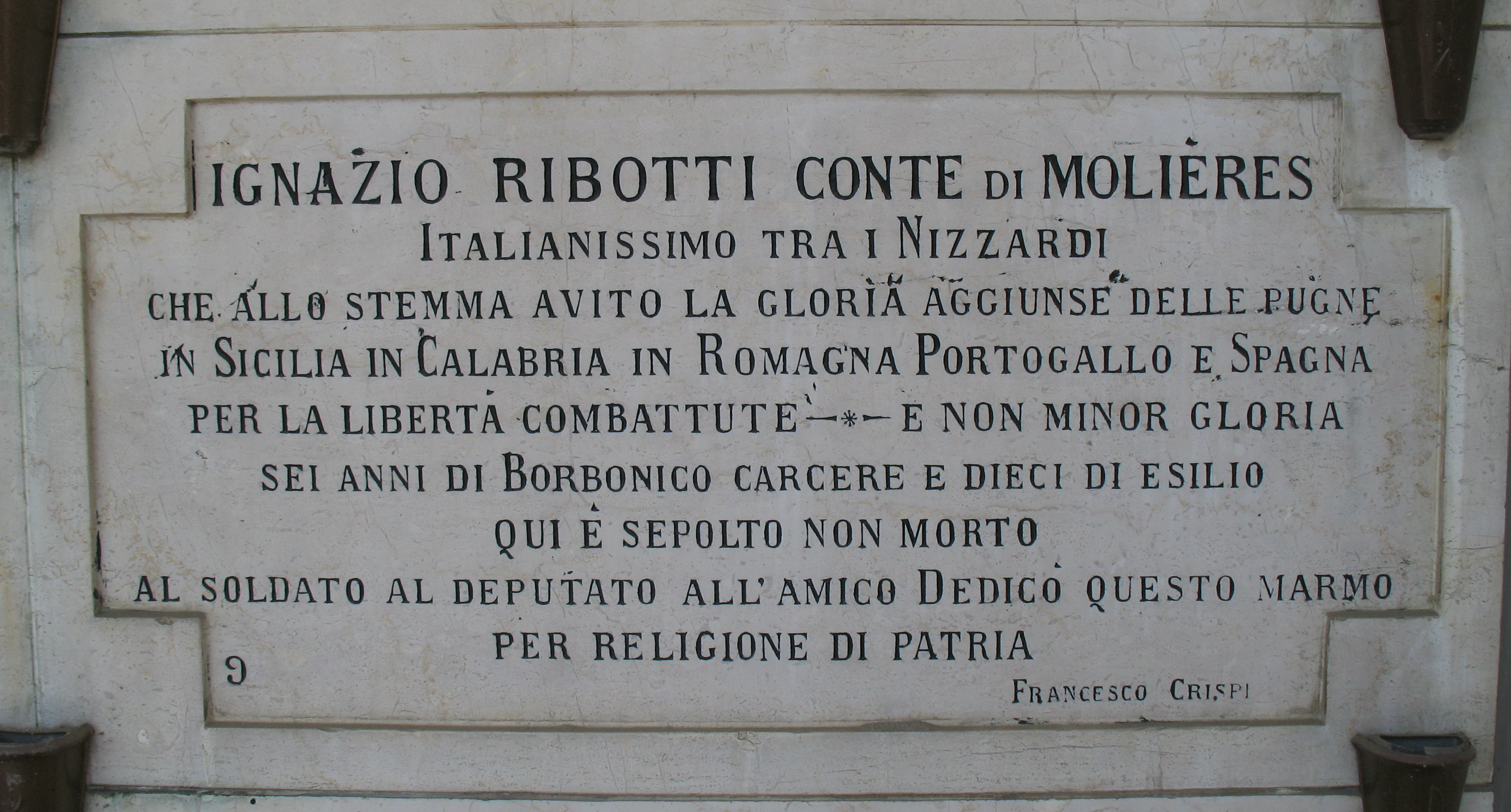
Epitaffio al cimitero monumentale di Torino, scritto dal capo del governo Francesco Crispi e dedicato al patriota Ignazio Ribotti, duca di Molliera.

## Risultati del plebiscito
| Molliera                                            | 12 ottobre 1947 | 169 | 168 | 166 | 1 | 1 |
| Fonte: cfr. Ugo 1989, p. 172 e Risultati plebiscito |                 |     |     |     |   |   |